# Hydatina physis

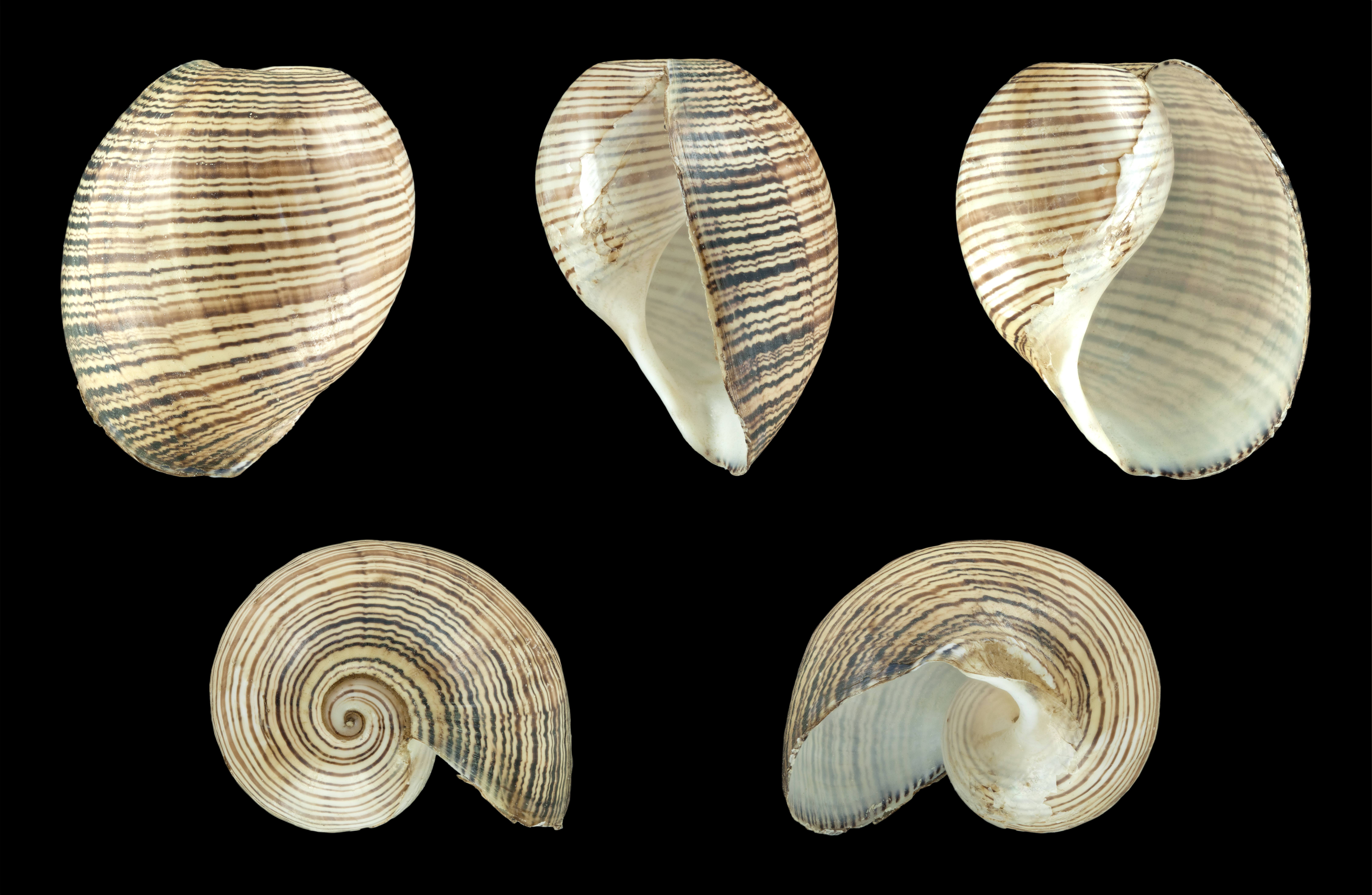

Hydatina physis är en snäckart som först beskrevs av Carl von Linné 1758.  Hydatina physis ingår i släktet Hydatina och familjen Aplustridae. Inga underarter finns listade i Catalogue of Life.